# Mont (Malmedy)
Pour les articles homonymes, voir Mont.
Mont  est un village de la commune et ville belge de Malmedy située en Région wallonne dans la province de Liège. 
Avant la fusion des communes de 1977, Mont faisait partie de la commune de Bévercé. 

## Situation
Cet important village ardennais se situe à environ 6 km au nord de la ville de Malmedy entre les villages de Bévercé et de Xhoffraix. Il se trouve à proximité de la route nationale 68 Malmedy-Eupen appelée côte ou route du Trôs Marets sur une colline dominant à l'ouest la vallée de ruisseau du Trôs Marets et à l'est celle du petit ruisseau de Côreu. Ces deux ruisseaux sont des affluents de la Warche qui coule au sud de la localité.

## Description
Dans un environnement de prairies bordées de haies, Mont est un village assez étendu initialement composé de fermettes bâties de moellons de grès. Des constructions de type pavillonnaire sont venues s'ajouter plus récemment. 

## Patrimoine
On trouve à Mont une chapelle ainsi que plusieurs croix.

## Activités et loisirs
Mont compte une école communale.
Plusieurs gîtes ruraux et chambres d'hôtes sont situés dans le village.
On pratique le ski de fond notamment à Mont-Spinette situé au-dessus et au nord du village à une altitude de 540 m.